# Delphinium trichophorum
Delphinium trichophorum är en ranunkelväxtart som beskrevs av Adrien René Franchet. Delphinium trichophorum ingår i släktet storriddarsporrar, och familjen ranunkelväxter.

## Underarter
Arten delas in i följande underarter:
- D. t. oxycentrum
- D. t. platycentrum
- D. t. subglaberrimum
- D. t. wrightii